# Пахтаабад (місто)
Пахтааба́д (узб. Пахтаобод, Paxtaobod; до 1975 року — селище Коканкишлак) — місто в Узбекистані, центр Пахтаабадського району Андижанської області.
Населення міста становить 18 991 особу (перепис 1989).
Місто лежить на лівому березі річки Тентаксай.
Кінцева залізнична станція Тентаксай на гілці від Андижана.
У місті працює бавовноочисний завод.
Статус міста з 1975 року.